# Lijst van burgemeesters van Ossenisse
Dit is een lijst van burgemeesters van de voormalige Nederlandse gemeente Ossenisse tot die gemeente in 1936 opging in de gemeente Vogelwaarde.
| Ambtsperiode | Naam burgemeester                         | Leefde    | Partij of stroming | Bijzonderheden                                                                                                 |
| ------------ | ----------------------------------------- | --------- | ------------------ | --- |
| 1796 - 1798  | Joos Verdurmen                            | 1751-1828 |                    | agent municipal                                                                                                |
| 1798 - 1799  | Jean François de Vijlder                  | 1738-1808 |                    | agent municipal                                                                                                |
| 1799 - 1800  | Antoine Gordijn                           | 1728-1807 |                    | agent municipal                                                                                                |
| 1800         | Jean François de Vijlder                  | 1738-1808 |                    | nu maire provisoir                                                                                             |
| 1800 - 1808  | André van de Voorde                       | 1761-1818 |                    | maire |
| 1808 - 1811  | Jan François Rosier                       | 1766-1811 |                    | maire, in 1800 was hij korte tijd commissaire municipal van Ossenisse; tevens maire van Hengstdijk (1799-1811) |
| 1811 - 1817  | Cornelis Haak                             | 1762-1822 |                    | maire, vervolgens schout; tevens gemeenteontvanger van Hulst                                                   |
| 1817 - 1844  | Pieter Francies Lemsen                    | 1785-1856 |                    | schout, vervolgens burgemeester; later dijkgraaf                                                               |
| 1844 - 1850  | Dignum de Wael filius Pieter              | 1792-1849 |                    | burgemeester                                                                                                   |
| 1850 - 1857  | Jan Baptist Joossen                       | 1813-1877 |                    | tevens burgemeester van Hengstdijk (1853-1857)                                                                 |
| 1857 - 1880  | Francies Neve                             | 1815-1880 |                    | |
| 1880 - 1910  | Jan Francies Rosseel                      | 1832-1913 |                    | |
| 1910 - 1934  | Alphonsius Jacobus Rosseel                | 1867-1946 |                    | zoon van zijn voorganger                                                                                       |
| 1934 - 1936  | Leonardus Alphonsus Cornelis van Esbroeck | 1886-1957 |                    | tevens burgemeester van Hengstdijk (1918-1936)                                                                 |